# Norton 360
Norton 360 är en programvara utvecklad av Symantec som marknadsförs som ett "allt i ett"-datorsäkerhetspaket. Programvaran innehåller funktioner för antivirus, en personal brandvägg, ett phishingskydd och ett backup program.